# Sanatorio del Gottardo

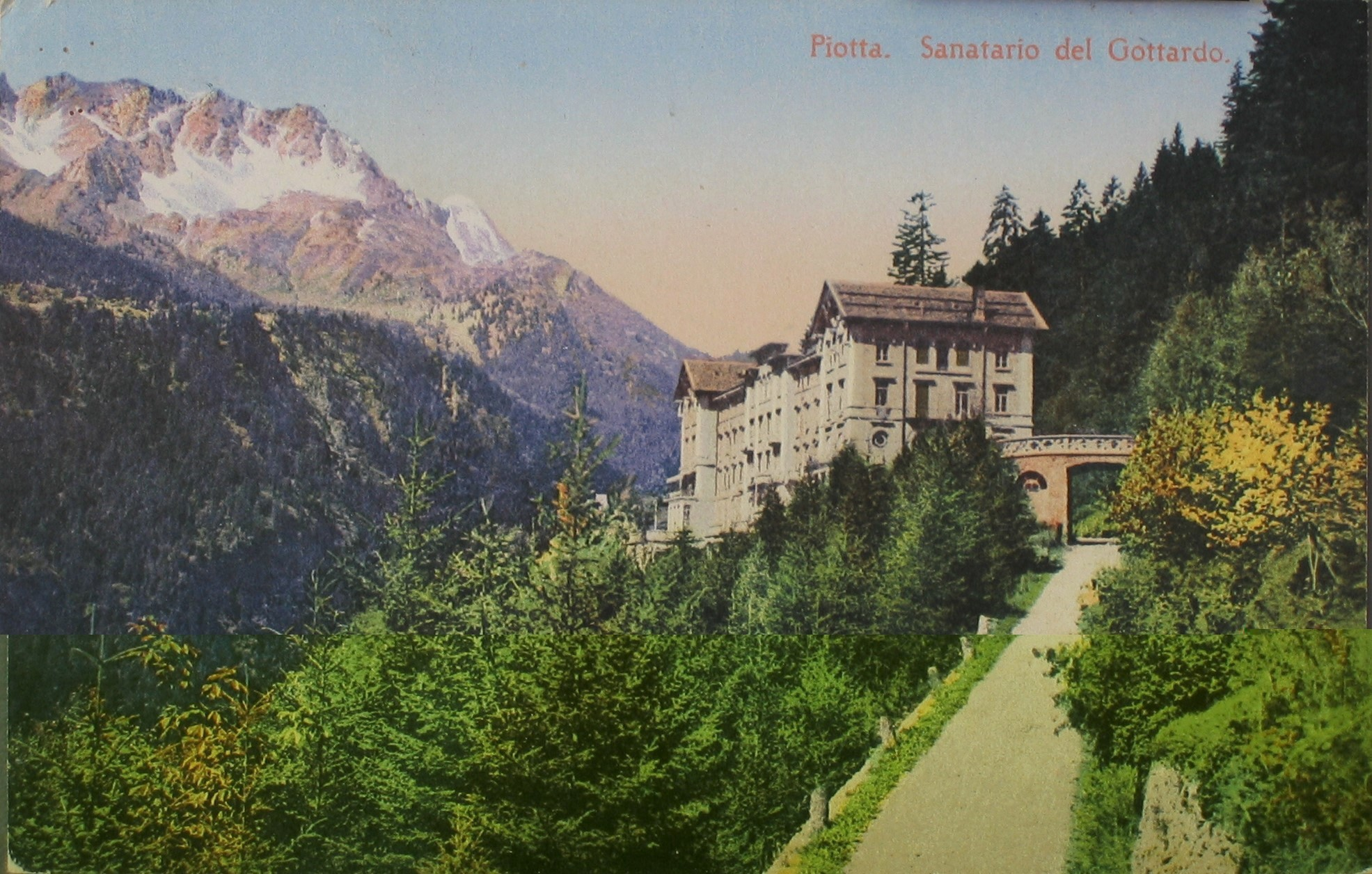
Sanatorium (1920)

Das Sanatorio del Gottardo ist ein ehemaliges Sanatorium für Tuberkulosekranke im Schweizer Kanton Tessin, das in den letzten Betriebsjahren unter der Bezeichnung Sanatorio Popolare Cantonale di Piotta firmierte.
Das seit dem Jahr 1962 verlassene Spital liegt oberhalb von Piotta (Gemeinde Quinto) in der Leventina. Es wurde vom in die Schweiz geflüchteten späteren italienischen Senator Fabrizio Maffi initiiert, im Jahr 1905 eröffnet und war nach dem Ersten Weltkrieg auch einige Zeit ein Militärkrankenhaus. Das Sanatorio hatte eine eigene Haltestelle der Standseilbahn Ritom.
Die Liegenschaft auf einer Höhe von 1160 m ü. M. besteht aus einem vierstöckigen Hauptgebäude mit 76 Krankenzimmern, einem Ärztehaus, das weiterhin bewohnt ist, und dem ehemaligen Waschhaus.
Im Herbst 2016 wurde das Sanatorio vom Kanton an eine private Gesellschaft kasachischer Investoren verkauft, die ein Ausbildungszentrum für Wintersport errichten wollten. Inzwischen ist die dazu vorgesehene Eissport-Akademie des kasachischen Oligarchen Timur Azimow in Liquidation begriffen.